# Sky Perfect

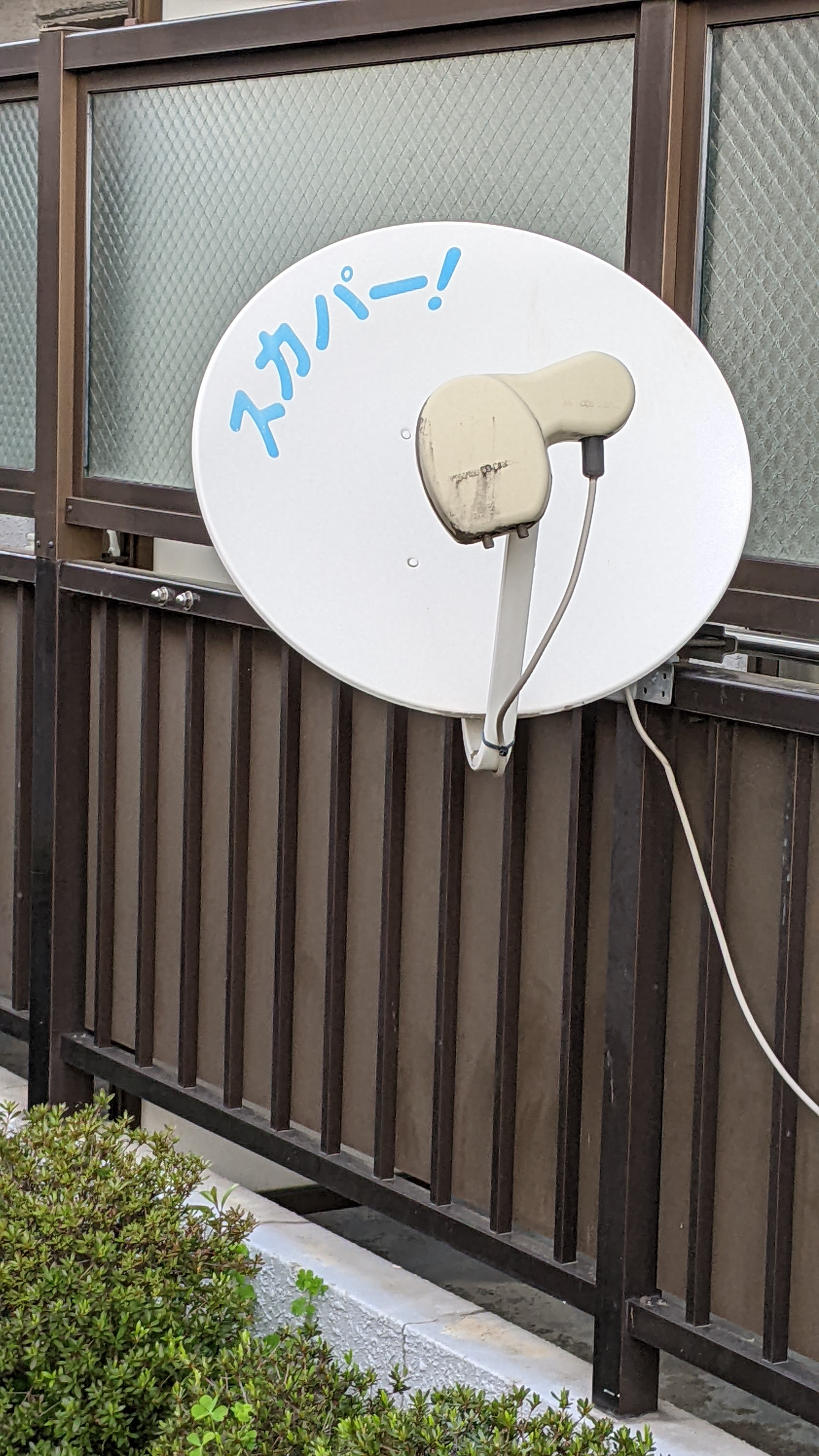
Antena de SKY Perfect TV! en una casa en Japón

SKY PerfecTV! es un servicio de difusión directa por satélite (DBS) que ofrece la televisión por satélite, programación de audio, televisión y servicios interactivos a los hogares en Japón, propiedad de la empresa matriz SKY Perfect JSAT Corporation.
El SKY PerfecTV! e2 es un satélite de transmisión directa (DBS) de servicios. Mientras SKY PerfecTV! usa DVB-S y DVB-S2(SKY PerfecTV! HD), SKY PerfecTV! e2 usa ISDB-S.
|                  | SKY PerfecTV!            | SKY PerfecTV! HD      | SKY PerfecTV! e2   |
| ---------------- | ------------------------ | --------------------- | ------------------ |
| Sistema          | DVB-S                    | DVB-S2                | ISDB-S             |
| Canal de Radio   | Si                       | No                    | No                 |
| Alta-definición  | No                       | Si (solo HD)          | Si                 |
| Video            | MPEG-2                   | H.264/MPEG-4 AVC      | MPEG-2             |
| Audio            | MPEG-1 Audio Layer II    | MPEG-4 AAC            | MPEG-2 AAC         |
| Cifrado          | ?                        | ?                     | B-CAS              |
| Control de Copia | Si (Copia una vez)       | Si (Copia una vez)    | Si (Copia una vez) |
| Canal            | 290                      | 85 (+280 SD channels) | 70 (8 HD channels) |
| Satélite         | JCSAT-3A and JCSAT-4A    | JCSAT-3A and JCSAT-4A | N-SAT-110          |
| Lanzado          | 30 de septiembre de 1996 | 1 de octubre de 2008  | Marzo de 2002      |

## Historia
- 1996 Octubre Perfect TV comenzó a emitir
- 1997 Diciembre J SkyB con socios de negocios que fueron comparables con el acuerdo de fusión (la supervivencia Japón servicios de radiodifusión digital, Ltd.)
- 1998 primero de Mayo Se fusiona con SkyB